# Monviso (berg)
De Monviso, ook wel Monte Viso genoemd, is met 3841 m het hoogste massief in de Cottische Alpen. De berg ligt in de noordwestelijke Italiaanse regio Piëmont op enkele kilometers afstand van de grens met Frankrijk, waar het grenst aan de Vallée du Guil die behoort tot de Queyras. Vanwege zijn bijzondere vorm en het feit dat de Monviso zo'n 500 meter boven alle nabijgelegen andere bergen uittorent is deze al vanaf zeer ver te zien. Ten westen van de Monviso ligt de 3348 meter hoge Visolotto die eveneens een bijzondere piramidevorm heeft.
Ten noorden van de berg ligt de hoogvlakte Pian del Re waar de belangrijkste rivier van Italië ontspringt: de Po. Vanuit de bergdalen Valle Varaita en Valle Po is de berg te bereiken via goed onderhouden bergpaden. Vanuit Frankrijk kan de berg beklommen worden vanuit het nabijgelegen regionale natuurpark de Queyras. In nabijheid van de bergtop ligt op 2882 meter hoogte de Buco di Viso. Deze 75 meter lange tunnel tunnel werd in 1480 uitgehouwen en wordt door velen als de oudste tunnel van de Alpen beschouwd.